# Kray ikrek
A Kray ikrek, Ronald "Ronnie" Kray (1933. október 24. – 1995. március 17.) és Reginald "Reggie" Kray (1933. október 24. – 2000. október 1.) kelet-londoni gengszterek, a helyi szervezett bűnözés első képviselői az 1950-es és 1960-as években. 1990-ben életükről filmet forgattak A Kray fivérek címmel.

## Életük

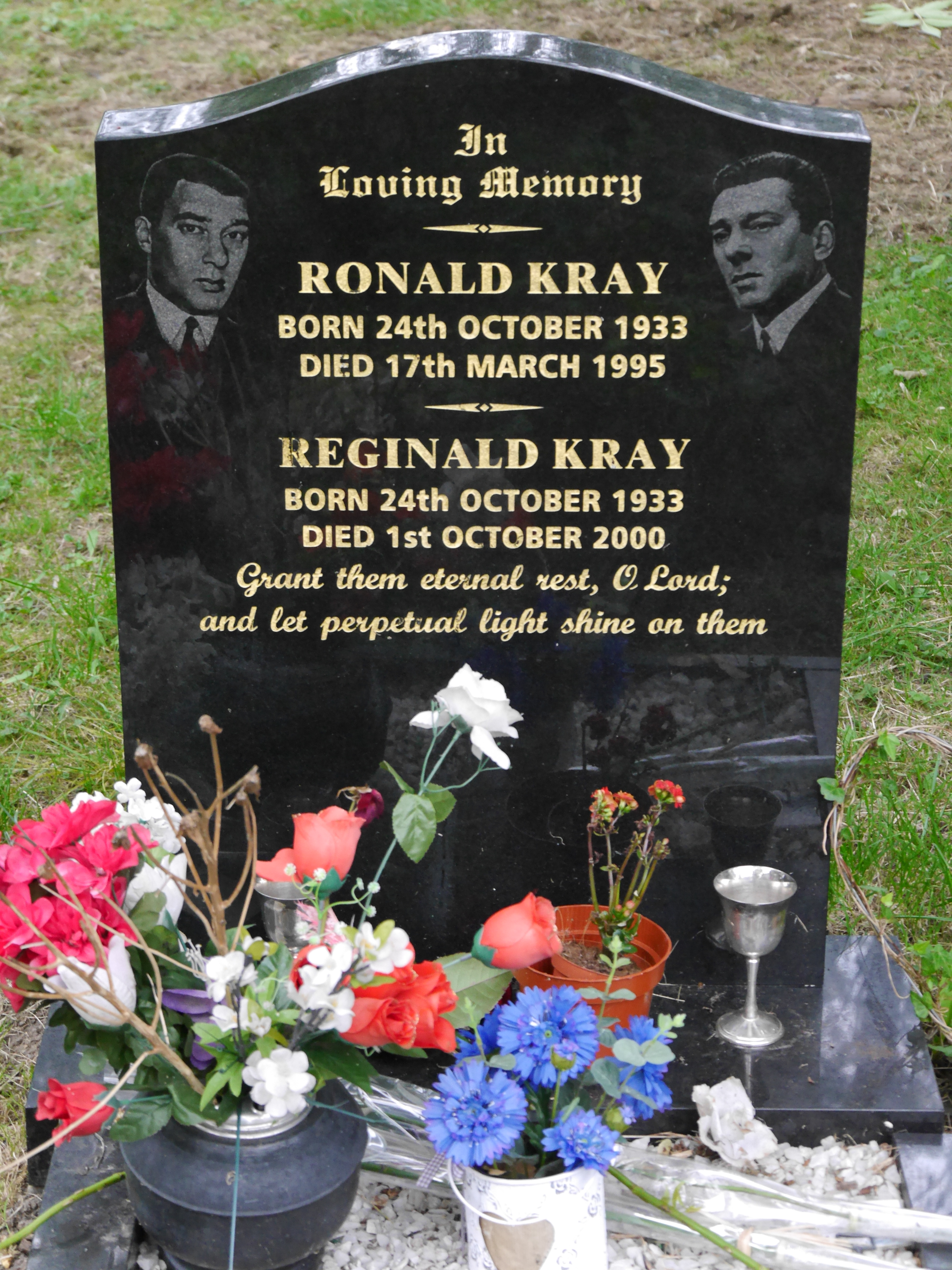

A Firm nevű bandájukkal olyan bűncselekményekbe keveredtek, mint a fegyveres rablás, zsarolás, gyilkosság vagy gyújtogatás. Bártulajdonosként összeköttetésben álltak több politikussal és közéleti személyiséggel, például Diana Dorsszal, Judy Garlanddal és Frank Sinatrával. A Kray fivérek méltán hírhedtek voltak a környezetükben, a '60-as évekre kész hírességgé váltak, részint David Bailey róluk készült fényképe és tévés interjúk miatt.
1968. május 9-én tartoztatták le őket, mindkettőjüket életfogytiglanig tartó börtönbüntetésre ítélte a bíróság. Ronnie a Broadmoor kórházban maradt haláláig (1995. március 17.), Reggie, rákja miatt 2000 augusztusában kegyelmi kérvénnyel fordult a hatóságokhoz, amit meg is kapott. Nyolc héttel a szabadulása után elhunyt.

## Fiatalkoruk
Ronnie és Reggie Kray 1933 október 24-én születtek, Észak-London Hoxton nevű negyedében, Charley David Kray (1907. március 10. - 1983. március 8.) és Violet Annie Lee (1909. augusztus 5. - 1982. augusztus 4.) gyermekeiként.
Egypetéjű ikrek voltak, Reggie 10 perccel volt idősebb, mint Ronnie.  A szüleiknek már volt egy 6 éves fiúk, Charles James (1927. július 9. - 2000. április 4.) valamint egy lányuk Violet (szül.: 1929), aki meghalt csecsemőkorban.
Az ikreket háromévesen diftériával diagnosztizálták. 1942-ben Ronnie kis híján belehalt egy fejsérülésbe, amit Reggie okozott neki egy verekedés során.
Az ikrek először a Wood Close Schoolba, majd a Daniel Street Schoolba jártak. 1938-ban a család elköltözött Stean Street-i otthonukból (Hoxton) a Vallance Road 178-ba (Bethnal Green).
A második világháború kezdetekor Charles Kray-t besorozták katonának, ám ő megtagadta a bevonulást.
Anyai nagyapjuk, Jimmy "Cannonball" Lee hatására az ikrek amatőr boxolásba kezdtek, ami népszerű szabadidős tevékenység volt  az akkori munkásosztálybeli fiúk körében, az East Enden. A testvéri rivalizálás ösztönözte őket, és mindketten értek el sikereket. Azt mondják róluk, hogy egy meccset sem veszítettek 19 éves korukig.
Ronnie-ról nyílt titok volt biszexualitása.

## Fordítás
- Ez a szócikk részben vagy egészben  a   Kray twins című angol Wikipédia-szócikk fordításán alapul.  Az eredeti cikk szerkesztőit annak laptörténete sorolja fel. Ez a jelzés csupán a megfogalmazás eredetét és a szerzői jogokat jelzi, nem szolgál a cikkben szereplő információk forrásmegjelöléseként.